# Ханс Лудвиг Август фон дер Шуленбург
Ханс Лудвиг Август фон дер Шуленбург (на немски: Hans Ludwig August Graf von der Schulenburg; * 14 май 1798 в Брауншвайг; † 3 август 1874 в Брауншвайг) е граф от род фон дер Шуленбург.
Той е вторият син на граф Гебхард фон дер Шуленбург-Волфсбург (1763 – 1818) и съпругата му Анна Кристиана Вилхелмина фон Мюнххаузен (1769 – 1832), дъщеря на Албрехт Адолф Вилхелм фон Мюнххаузен (1742 – 1785) и Анна Сибила фон Харденберг (1751 – 1808). Брат е на Вернер фон дер Шуленбург-Волфсбург (1792 – 1861), пруски политик.

## Фамилия
Ханс Лудвиг Август фон дер Шуленбург се жени за графиня Аделхайд фон Бюлов (* 31 юли 1805, Магдебург; † 5 септември 1840, Обер-Шмидеберг), дъщеря на граф Фридрих Лудвиг Виктор Ханс фон Бюлов (1774 – 1825) и Йохана Шмукер (1781 – 1855). Те имат девет деца:
- Гебхард Фридрих Август Ханс фон дер Шуленбург (* 23 декември 1829, Дармщат; † 15 август 1886, Наумбург, Заале), женен за Каролина фон Кунхайм (* 15 ноември 1831, Шпанден; † 3 декември 1916, Брауншвайг); имат 4 сина
- Клара Елизабет Вилхелмина Шарлота фон дер Шуленбург (* 8 февруари 1831, Дармщат; † 5 юни 1914, Брауншвайг)
- Анна Георгина фон дер Шуленбург (* 22 декември 1831, Волфсбург; † 8 септември 1909, Брауншвайг)
- Ханс Гебхард фон дер Шуленбург (* юли 1833, Хоенлибентал; † юли 1833, Хоенлибентал)
- Ханс Даниел Матиас фон дер Шуленбург (* 27 юни 1834, Хоенлибентал; † 2 май 1898)
- Мария Елеонора Аделхайд фон дер Шуленбург (* 22 юли 1836, Шмидеберг; † 7 март 1837, Шмидеберг)
- Берта Антония Мария фон дер Шуленбург (* 4 септември 1835/1837, Обершидеберг; † 22 май 1895, Воленроде), омъжена за Херман фон дер Вензе (* 1 март 1831, Кнезебек; † 6 юни 1906, Воленроде)
- Вернер Гебхард Ханс фон дер Шуленбург (* 16 февруари 1839, Обершидеберг; † 27 февруари 1906, Брауншвайг)
- Бернхард фон дер Шуленбург (* 26 август 1840, Обершидеберг; † 1 януари 1841)